# Andrés Pastorino y Rivera
Andrés Pastorino y Rivera (1856-1904) fue un pintor español.

## Biografía
Nació en 1856. Pintor discípulo de la Escuela de Bellas Artes de Cádiz, en cuyas clases superiores obtuvo numerosos galardones en los cursos académicos de 1876 a 1879, también fue premiado por su cuadro La batalla del Salado en el certamen abierto por el Ayuntamiento de Cádiz con motivo de los regios desposorios. También concurrió en 1879 a la Exposición celebrada en aquella ciudad con cuatro Paisajes, Una marina, dos Cabezas, Unas máscaras y Un baile de trajes, logrando medalla de bronce. Fueron también obra de Pastorino Para un soltero, D. Juan de Austria visitando a Cervántes herido en Lepanto, Se quitó la máscara, Retrato del Rey Don Alfonso para la embajada de España en París y muchos de particulares. Falleció en 1904.